# Il grande Meaulnes
Il grande Meaulnes (titolo orig. Le Grand Meaulnes), pubblicato in passato col titolo Il grande amico, è un romanzo dello scrittore francese Alain-Fournier, pubblicato a puntate da luglio a ottobre nel 1913 sulla Nouvelle Revue Française e quindi in volume presso l'editore Émile-Paul Frères.
Dopo Le Petit Prince, è l'opera letteraria francese più tradotta al mondo.

## Tema e ispirazione
(Alain-Fournier, Le grand Meaulnes)

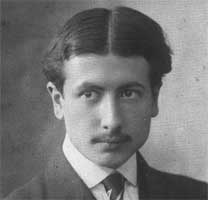
Alain-Fournier nel 1905

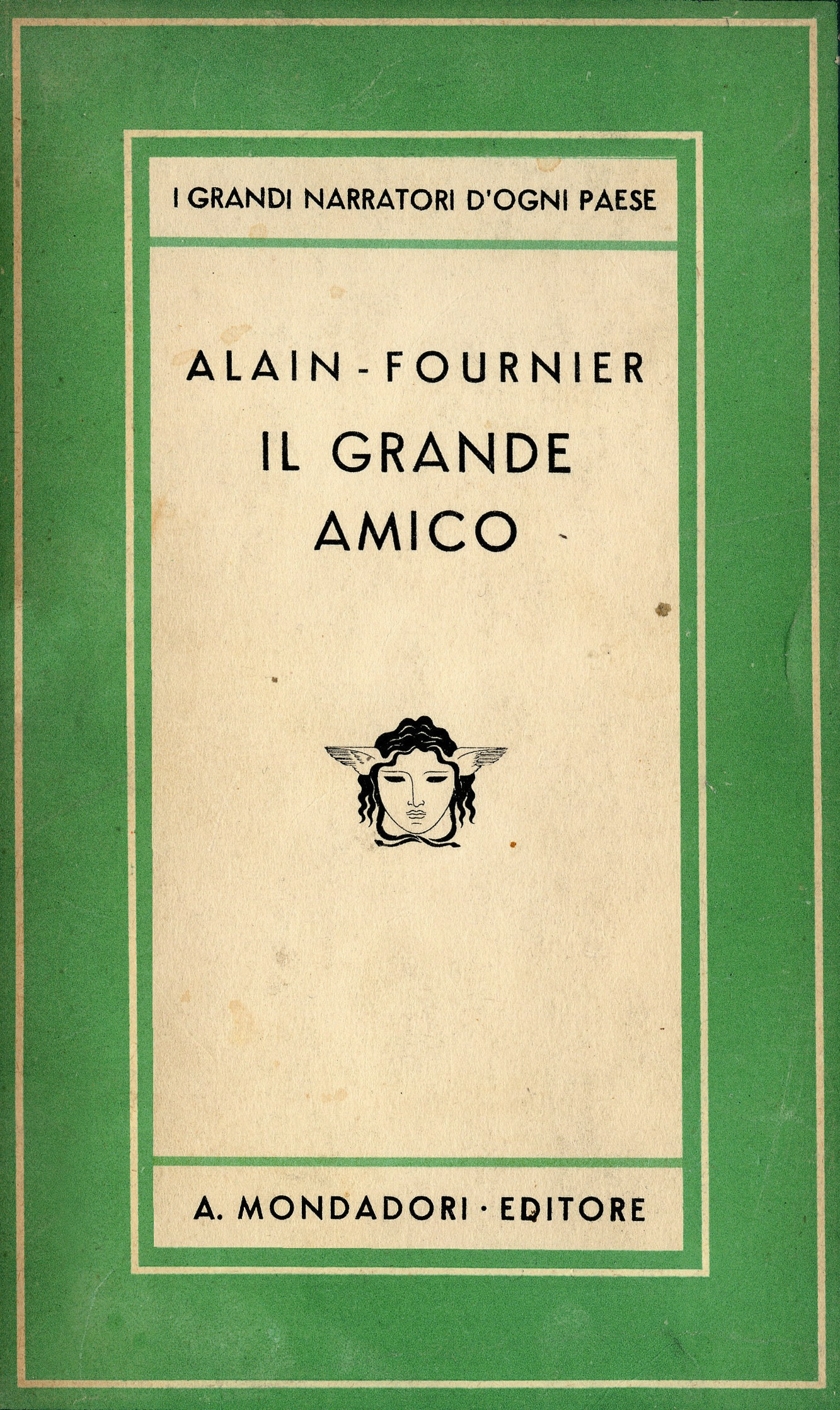
La copertina della prima edizione italiana, titolo inaugurale della storica collezione mondadoriana «Medusa»

Scritto alla vigilia della Grande Guerra, nella quale l'autore, Alain-Fournier, troverà la morte appena ventisettenne, Il grande Meaulnes è un romanzo sull'adolescenza e sull'amicizia. Il narratore, l'adulto François Seurel, rievoca il suo incontro con Augustin Meaulnes, un incontro che lo precipiterà in un mondo di avventure e di sogno, di amore romantico e idealizzato e di bruschi risvegli a contatto con la realtà. François non è infatti il protagonista della storia: il suo ruolo è quello di testimone e amico fraterno del personaggio centrale, Meaulnes, il grande Meaulnes.
L'avventura in cui Meaulnes si trova coinvolto per qualche giorno nel domaine mystérieux, il castello misterioso dove si tiene una strana festa, ha connotazioni fiabesche. Il racconto che il giovane Augustin fa all'amico François sembra sospeso in un mondo dove sonno e veglia, sogno e realtà finiscono col confondersi. Quando l'incantesimo svanisce, Meaulnes cercherà invano di ritrovare la strada per il castello: l'adolescenza volge al termine, vana è la ricerca di uno stato di grazia e di purezza che non potrà più essere raggiunto.
Più tardi, quando i due amici si separeranno, la realtà prenderà il sopravvento cancellando ogni magia dalla splendida avventura. Quando François rievoca il racconto dell'amico con i suoi compagni del paese, è colpito dalla loro visione disincantata:
Quando Meaulnes parte per Parigi e diventa adulto, la felicità sognata diventa impossibile. Partito alla ricerca di Yvonne, la fanciulla amata d'un amore romantico e puro, intreccia invece una relazione molto più terrena con Valentine, che rappresenta il personaggio femminile opposto a Yvonne. Valentine è la femme fatale che porta dolore e sofferenza nella vita di Frantz de Galais e di Augustin Meaulnes, Yvonne è la donna angelicata che appartiene al mondo dell'adolescenza e della purezza, un personaggio che sembra ispirato dai romanzi cortesi. La concezione dell'amore ne Il grande Meaulnes si rifà infatti chiaramente alla letteratura medievale, e la stessa ricerca del castello misterioso richiama le avventure dei cavalieri alla ricerca del Santo Graal.

## Trama
Meaulnes era un ragazzo di 17 anni che si era trasferito con sua madre a Sainte-Agathe, un paese della Francia.
Lì conobbe François, figlio del maestro della scuola, e andò a vivere a casa sua.
François, un giorno ritornando da scuola, vide una donna che stava spiando sua madre attraverso una finestra. Appena entrato in casa, François vide che la madre Millie stava cucendo il cappello che aveva preso alla ferrovia. Millie a un certo punto si fermò di colpo: aveva visto che la donna la stava spiando. La donna entrò e raccontò che era la madre di Meaulnes. Disse loro che era vedova e che un pomeriggio, dopo la scuola, Meaulnes era andato a fare il bagno con il suo fratellino, in uno stagno malsano. Meaulnes ne uscì vivo, a differenza del fratellino che morì.
I ragazzi del paesino cominciarono a chiamarlo "Il Grande Meaulnes".
Una mattina, il padre di François diede la notizia che i suoi genitori stavano arrivando e che qualcuno doveva andare a prenderli alla stazione. Vennero scelti François e un suo compagno di banco.
Quel giorno, subito dopo mangiato, Meaulnes oltrepassò le mura che circondavano la scuola e andò a prendere il carro con il quale François doveva prendere i suoi nonni.
I nonni di François arrivarono sani e salvi a casa del figlio, ma non c'era nessuna traccia di Meaulnes. François e i suoi nonni aspettarono tutta la notte, e quando stava per scoccar la mezzanotte, si sentì un carro che si avvicinava alla loro casa: era un signore che riportava il carro della famiglia, ma di Meaulnes ancora nessuna traccia.
Passarono tre lunghi giorni a scuola con il banco di Meaulnes vuoto. Di lui non si sapeva niente. Il maestro pensava che si fosse perso durante il tragitto di ritorno. Ma quel giorno si sentì qualcuno bussare alla porta, e uno dei due ragazzi vicini alla porta la aprì di scatto ed entrò Meaulnes, stanco, sporco e affaticato.
Qualche ora dopo l'inizio delle lezioni, Meaulnes chiese al maestro se poteva riposare un po', dando come spiegazione il fatto che non aveva dormito per tre giorni e per tre notti. Così Meaulnes andò a casa a riposare.
Una mattina François scoprì che Meaulnes voleva tentare la fuga, ma lo fermò e gli fece promettere che lo avrebbe portato con sé nel suo lungo viaggio.
Voleva andare nel paese misterioso dove conobbe Yvonne de Galais, una ragazza bellissima, e suo fratello Franz de Galais.
In una festa, Franz ritornò senza la sua sposa, la quale era fuggita.
In seguito scappò anche Franz, e a causa loro la festa si concluse.
Volle fare questo lungo viaggio soprattutto per rivedere la sua amata Yvonne de Galais.
Dopo tante sere passate in insonnia, Meaulnes era riuscito a completare la mappa che portava al paesino misterioso della festa.
Però, una sera, un gruppo di ragazzi stava assalendo la casa di François e vedendo due ombre che correvano, lui e Meaulnes cominciarono a rincorrerli.
Li rincorsero tanto finché le due ombre non si trovarono in un vicolo cieco.
Pensavano di averli in pugno, ma in realtà era una trappola: si sentì un fischio e un gruppo di ragazzi sbucò dal nulla e cercarono di bloccare sia Meaulnes sia François. Meaulnes riuscì a liberarsi, anche se aveva quattro ragazzi che lo assalivano.
A un certo punto un altro ragazzo sbucò dal buio, e spingendo Meaulnes, lo fece cadere e gli prese la sua mappa alla quale aveva lavorato tanto.
A scuola però un giorno lo zingaro, che era arrivato nei giorni prima, andò in aula a pulire con Meaulnes, e gli ridette la sua mappa, aggiungendo anche alcune modifiche dando come spiegazione il fatto che anche lui era andato nel paesino misterioso.
Un pomeriggio, un signore diede la notizia che si sarebbe tenuta una piccola festicciola.
Avevano anche messo su un piccolo circo, dove Meaulnes riconobbe un ragazzo della festa che si era tenuta nel paesino misterioso.
Poi però Meaulnes scopri che Franz gli aveva mentito e quindi cercarono di andare al Dominio. Dopo poco tempo dalla partenza Meaulnes e François erano stanchi. Così decisero di ritornare a Saint-Agathe.
Nel cammino Meaulnes si chiedeva come Danache avesse potuto rubare i polli e allo stesso tempo cercare la suora per far aiutare il suo amico.
Alla fine Meaulnes scoprì che lo zingaro in realtà era Franz e quest'ultimo gli diede un indirizzo: dove Yvonne passava le sue vacanze di Pasqua.
Poi Franz partì e non rivide più né Meaulnes né François.
Successivamente anche Meaulnes dovette partire: si trasferì a Parigi per finire gli studi, scrivendo delle lettere al suo amico François.
Egli, purtroppo, ne ricevette solo tre.
Un giorno Meaulnes tornò a Saint-Agathe e si sposò con Yvonne.
Dopo alcuni giorni dal matrimonio, Meaulnes partì di nuovo, verso un'avventura che nessuno conosceva, ma partì senza sapere che Yvonne era incinta.
Yvonne si faceva aiutare da François. Così dopo 9 mesi Yvonne partorì, ed ebbe una femminuccia.
All'inizio la bambina non stava molto bene, ma poi si riprese. In seguito fu Yvonne a non sentirsi bene, a causa di un'infezione. Dopo aver lottato tra la vita e la morte, Yvonne morì.
François, il giorno del funerale, dovette portarla a braccia poiché le scale erano troppo strette.
Decise poi di tenere la bambina, aspettando in giorno in cui Meaulnes fosse tornato.
Intanto, cercando alcune cose, François trovò il diario degli esercizi in classe di Meaulnes, cosa un po' strana dato che bisognava sempre restituirlo al professore.
François lo lesse, ma non vi erano scritti gli esercizi in classe di Meaulnes, bensì i suoi pensieri.
In questo libro parlava di una ragazza di nome Valentine, la sua ragazza nei giorni in cui si era perso.
Aveva scoperto che Valentine era la ex-ragazza di Franz. François cominciò a capire cosa fosse successo.
Nel diario lesse anche come trovò Valentine, cosa fecero dopo il fidanzamento, e come lui la lasciò. C'era scritto che Meaulnes, non sopportandola più, l'aveva abbandonata.
Allora François scoprì che Meaulnes era partito per ritrovare Valentine, e farla ricongiungere a Franz.
Giorno dopo giorno, François aspettò l'arrivo di Meaulnes: un giorno vide due ombre, Franz e Valentine. In quello stesso giorno vide arrivare anche Meaulnes, il quale era contento.
Appena venne a sapere che Yvonne era incinta di lui, Meaulnes rimase di stucco.
Poi entrò nella casa di Yvonne, per abbracciare la sua preziosissima figlia.

## Adattamenti

### Cinema
- 1967 - Regia: Jean-Gabriel Albicocco. Sceneggiatura: Isabelle Rivière e Jean-Gabriel Albicocco. Cast: Jean Blaise (Augustin Meaulnes), Brigitte Fossey (Yvonne de Galais), Alain Libolt (François Seurel), Alain Noury (Frantz de Galais)
- 2006 - Regia: Jean-Daniel Verhaeghe. Sceneggiatura: Jean Cosmos e Jean-Daniel Verhaeghe. Cast: Nicolas Duvauchelle (Augustin Meaulnes), Jean-Baptiste Maunier (François Seurel), Philippe Torreton (Monsieur Seurel), Clémence Poesy (Yvonne de Galais), Malik Zidi (Frantz de Galais), Jean-Pierre Marielle (Monsieur de Galais), Emilie Dequenne (Valentine)Bassorilievo Il grande Meaulnes, realizzato nel 2014 in tiglio da Jean-Louis Berthod, scultore francese di Albens, in Savoia.

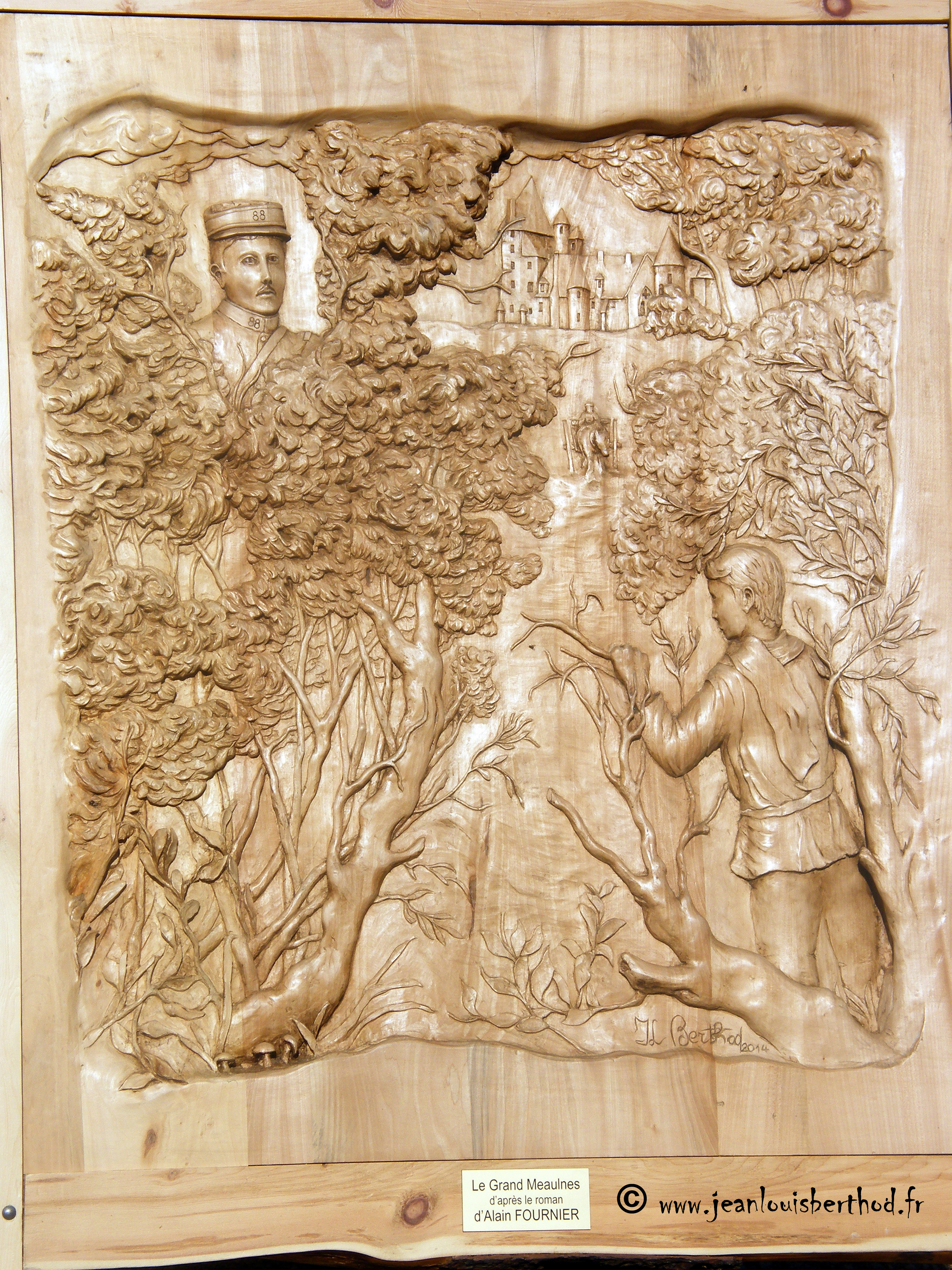
Bassorilievo Il grande Meaulnes, realizzato nel 2014 in tiglio da Jean-Louis Berthod, scultore francese di Albens, in Savoia.

## Influenza culturale
Il grande Meaulnes viene ritenuto l'apripista di un filone che mette a fuoco il passaggio dall'adolescenza all'età adulta. Scrittori come J. D. Salinger e Francis Scott Fitzgerald ne verranno influenzati; Jack Kerouac in Sulla strada lo segnala addirittura come unico libro che il protagonista Sal Paradise porta lungo il viaggio con sé.
Il libro di Alain-Fournier è stato una fonte d'ispirazione per molti artisti. Tra questi Jean-Louis Berthod, scultore francese di Albens, in Savoia, il quale ha realizzato un bassorilievo Il grande Meaulnes nel 2014 in omaggio al romanzo di Alain-Fournier, ma anche a tutti i soldati della prima guerra mondiale. L'opera è stata fatta in tiglio (130 cm x 140 cm).

## Edizioni italiane
- Il grande amico, traduzione di Enrico Piceni, Medusa n.1, Milano, Mondadori, 1933. - Collana Biblioteca Contemporanea n.8, Mondadori, 1954; Presentazione e commento di Virginia Galante Garrone, Milano, Mursia, 1967.
- Il Gran Meaulnes, traduzione di Piero Bianconi, BUR nn.1104-1106, Milano, Rizzoli, gennaio 1957. - Introduzione di Claudio Piersanti, Collana Tascabili. I delfini classici n.23, Milano, Bompiani, 1995-1998, ISBN 978-88-452-3912-0.
- Il grande amico Meaulnes, traduzione di e Introduzione di Giuliano Gramigna, Collana I grandi libri, Milano, Garzanti, 1965.
- Il gran Meaulnes, collana Medusa (VI ed.), trad. e Prefazione di Anna Banti, Milano, Mondadori, 1967. - col titolo Il grande amico, Collana Medusa serie '80, Mondadori, 1983; Trezzano sul Naviglio, Euroclub, 1983; Milano, Club degli Editori, 1984; Collana Oscar n.1818, Mondadori, 1985; Novara, Mondadori-De Agostini, 1987-1989; Collana Oscar Classici Moderni n.54, Mondadori, 1992; Firenze, Giunti-Marzocco, 1993.
- Il grande Meaulnes, traduzione di Maria Gallone, Collana I grandi della letteratura n.9, Milano, Fabbri Editori, 1968.
- Il gran Meaulnes, traduzione di e Introduzione e note di Emilio Maetzke, Collana Testi classici e contemporanei, Brescia, La Scuola, 1970.
- Le Grand Meaulnes, Introduzione e note di Arturo Credali, Collana Scrittori Stranieri, Torino, Società Editrice Internazionale, 1970.
- Il grande Meaulnes, traduzione di Lorenzo Salvini, Introduzione di Giovanni Bonetto, illustrazioni di Silvano Marinelli, Milano, Edizioni Paoline, 1972.
- Il gran Meaulnes, traduzione di Benedetto Gentile, Introduzione di Emanuele Kanceff, Collana I Grandi Scrittori Stranieri n.12, Torino, UTET, 1981. - Milano, TEA, 1990, ISBN 978-88-781-9162-4.
- Il grande Meaulnes, traduzione di G. Gramigna, a cura di Lidia Panzeri Donaggio, Collana La Bottega del lettore, Milano, Edizioni Scolastiche Bruno Mondadori, 1984, 1991, ISBN 978-88-424-3055-1.
- Il grande Meaulnes, traduzione di e Presentazione di Angela Cerinotti, Collana Acquarelli n.40, Bussolengo, Demetra, 1994, ISBN 978-88-712-2435-0.
- Il grande Meaulnes, traduzione di e cura di Isabella Ruggi, Collana Ennesima, Rimini, Guaraldi, 1996, ISBN 978-88-804-9089-0. - Torraca, Orsa Maggiore Editrice, 1996.
- Il grande Meaulnes, a cura di Roberto Morraglia, Edisco, 2008, ISBN 978-88-441-1672-9.
- Il grande Meaulnes, traduzione di Yasmina Mélaouah, Collana UEF. I Classici, Milano, Feltrinelli, 2013, ISBN 978-88-079-0007-5.
- Il grande Meaulnes [Le Grand Meaulnes], traduzione di Giovanni Pacchiano, Collana I Classici, Milano-Firenze, Bompiani, 2023, ISBN 978-88-301-0696-3.
- Il grande Meaulnes, trad. e Introduzione di Stefania Ricciardi, Collana Oscar moderni. Cult, Milano, Mondadori, febbraio 2024, ISBN 978-88-047-5138-0.